# Victoria University
Die Victoria University (VU) ist eine staatliche Universität im Bundesstaat Victoria in Australien.
Die Hochschule wurde 1916 als Footscray Technical School gegründet. 1968 erfolgte die Umfirmierung in Footscray Institute of Technology und 1991 die Zusammenführung mit dem Western Institute zur heutigen Victoria University. 1998 wurde das Western Melbourne Institute of TAFE eingegliedert.
Die VU verteilt sich auf elf Standorte in Melbourne (City Flinders, City King, City Queen, Footscray Nicholson, Footscray Park, Melton, Newport, St. Albans, Sunbury, Sunshine und Werribee). Das Melba Memorial Conservatorium of Music wird als ein unabhängiges Institut geführt.

Victoria University

## Fakultäten
- Kunstwissenschaften

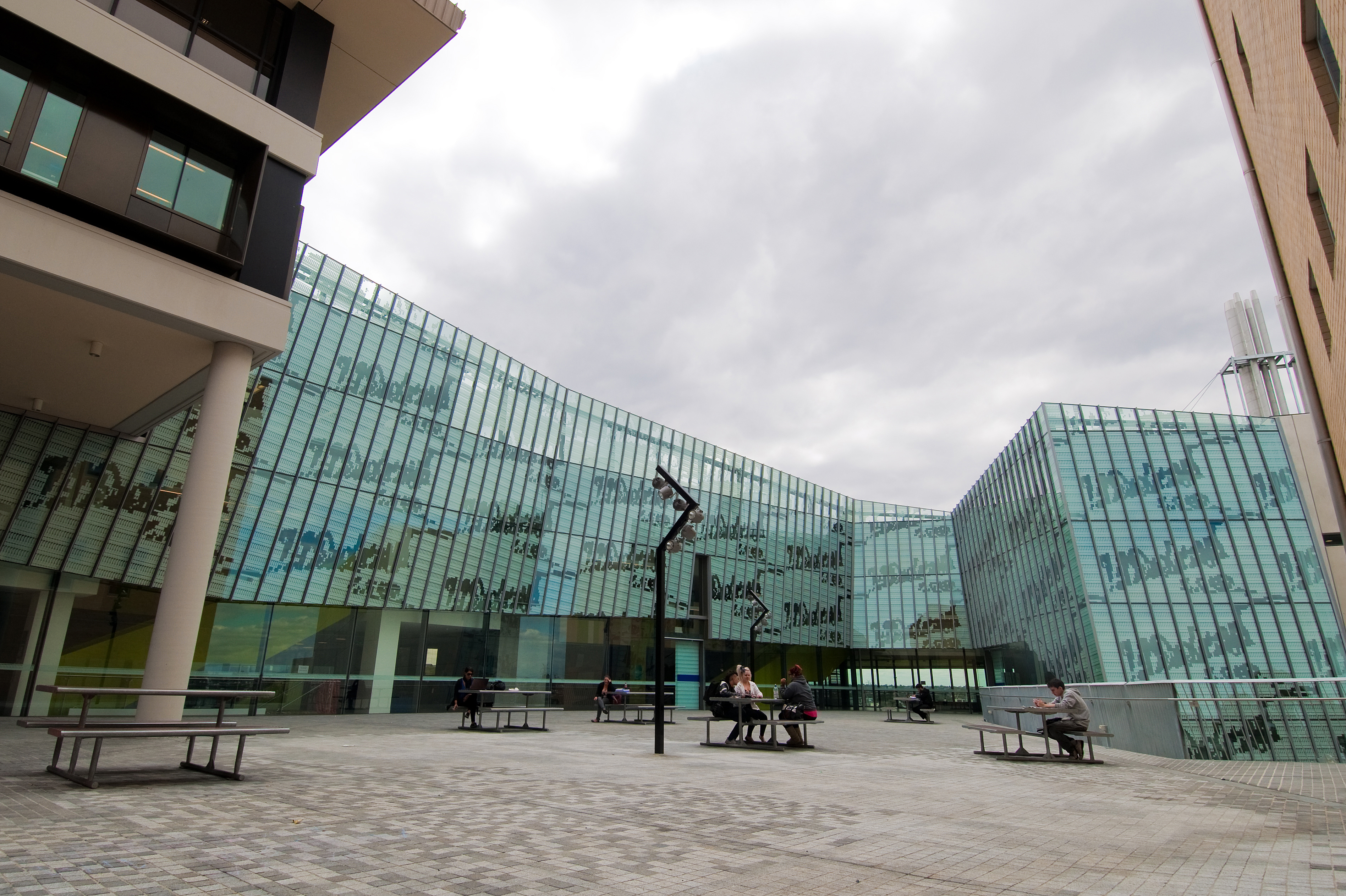
Gebäude der Victoria University (am Campus Footscray Park), 2011

- Betriebswirtschaft und Rechtswissenschaften
- Natur- und Ingenieurwissenschaften
- Menschliche Entwicklung

## Zahlen zu den Studierenden
2020 waren 28.499 Studierende an der Victoria University eingeschrieben (2016: 26.999, 2017: 26.670, 2018: 27.216, 2019: 28.404).  22.823 davon (80,1 %) hatten noch keinen ersten Abschluss, 21.194 davon waren Bachelorstudenten. 5.284 (18,5 %) hatten bereits einen ersten Abschluss und 620 davon arbeiteten in der Forschung.
2008 waren es insgesamt 45.298 Studierende und rund 3.500 Mitarbeiter gewesen.